# Клиффорд, Томас, 6-й барон де Клиффорд
Томас де Клиффорд (англ. Thomas de Clifford; ок. 1362/1363 — 4 октября 1391) — 6-й барон де Клиффорд, барон Уэстморленд и Скиптон и наследственный верховный шериф Уэстморленда с 1389 года, английский землевладелец и военачальник, старший сын Роджера де Клиффорда, 5-го барона де Клиффорда, и Мод де Бошан.
Томас был единственным представителем рода в XIV — начале XV века, который унаследовал баронство, будучи совершеннолетним. Входя в окружение молодого короля Ричарда II, Клиффорд после мятежа лордов-апеллянтов на некоторое время оказался в опале. Будучи воинственным рыцарем, Томас участвовал в ряде турниров. В 1391 году он отправился в Прибалтику, где в результате ссоры случайно убил шотландского рыцаря, с которым враждовал. Во искупление убийства он отправился в паломничество в Иерусалим, во время которого и умер, оставив наследником малолетнего сына.

## Биография

### Молодые годы
Томас родился около 1362/1363 года. Он происходил из знатного рода Клиффордов, владевшего обширными землями в Северной Англии — в Йоркшире, Нортамберленде, Камберленде и Уэстморленде, включая баронию Уэстморленд с замками Эпплби и Брогем, а также лордство Скиптон с замком Скиптон. Также Клиффорды унаследовали часть владений Клеров в Ирландии. Мать же Томаса, Мод де Бошан, происходила из рода Бошанов и была дочерью Томаса де Бошана, 11-го графа Уорика.
Ещё в то время, когда он был младенцем, отец, Роджер, 5-й барон де Клиффорд, уже начал устраивать его будущее. В 1365 году Томас получил королевское поместье Мибёрн в Уэстморленде. Вероятно это было связано с тяжбой, которую вёл барон де Клиффорд, за родовые владения, и передача поместья сыну было одним из поставленных ему условий. В 1379 году Томас получил ещё владения стоимостью в 40 фунтов, а в 1383 году — земли в Бро.
К этому времени Томас уже начал участвовать в общественной жизни. 26 октября 1379 года его отец собирался участвовать в походе в Ирландию и заключил ряд договоров с камберлендской знатью, желая обеспечить сыну главенство на случай шотландского вторжения. Так барон заключил договор с Джоном Лоутером, который должен при набеге шотландцев взять с собой на войну Томаса. Тогда же Томас начал выполнять обязанности судьи — 4 мая 1379 он участвовал в суде, в результате которого один йоркширец получил прощение за убийство. В октябре 1382 года он был одним из трёх «родственников короля и молодых рыцарей», который имел лицензию на охоту в королевских лесах. В декабре того же года Томас упоминается как один из рыцарей королевской палаты.
23 октября 1385 года Томас получил ежегодную субсидию в 200 марок, которая была первоначально преобразована в опеку над четырьмя поместьями в Юго-Западной Англии, а 9 января 1387 года — в должность хранителя лесов к северу от Трента. При этом он не забывал и об интересах Клиффордов в Северной Англии. 16 декабря 1384 Томасу на пару с Ральфом Невиллом была предоставлена опека над Карлайлским замком, а в марте 1386 года Томас стал хранителем Западной Шотландской марки.
Томас был близок к окружению молодого короля Ричарда II. В документе, датированным 28 января 1387 года, король называет его «нашим очень дорогим и лояльным рыцарем». После мятежа лордов-апеллянтов в 1387 году Томас оказался в немилости. Клиффорд был одним из многих друзей короля Ричарда II, которым приказали покинуть королевский двор с условием, что они явятся на следующее заседание парламента. Неизвестно, уезжал ли Томас, но если и так, то ненадолго, так как уже в сентябре 1388 года он заведовал королевскими лошадьми, а в мае 1389 года — вновь назван рыцарем королевского двора.

### Барон де Клиффорд
13 июля 1389 года умер отец Клиффорда. Несмотря на конфликт с лордами-апеллянтами, Томас, которому к тому времени было около 26 лет, унаследовал все владения и титулы. Он был единственным представителем рода в XIV — начале XV века, который унаследовал баронство, будучи совершеннолетним.
Во владение наследством он вступил 6 сентября. Уже 9 октября новый барон пожинал выгоды из королевской милости, когда ему простили выплаты за земли. 6 декабря он был впервые вызван в парламент как пэр.
Томас был известен как воинственный и предприимчивый человек. В 1386 году он отправил вызов на поединок сэру Жаку де Бусико, известному рыцарю. В 1387 году он участвовал в рыцарских схватках на англо-шотландской границе, в 1388 — в Кале. В 1390 году Томас участвовал в международном турнире, который проводился в Св. Инглеверте около Кале, где, по сообщению Фруассара, проявил себя «благородно и доблестно». Согласно одной французской хронике Томас в том же году принимал участие в крестовом походе в Северную Африку.
Клиффорд вернулся в Англию в конце 1390 года. 19 января 1391 года он был в родовом замке Скиптон. Планируя снова уехать из Англии, он оставил распоряжение своим поверенным, чтобы в случае его смерти они прибыль от его состояния пустили на выплату долгов. В середине февраля он вместе с другими молодыми английскими дворянами отправился в Прибалтику. Летом, находясь в Кёнигсберге, у него произошла ссора с сэром Уильямом Дугласом, незаконнорождённым сыном графа Дугласа. Клиффорды и Дугласы враждовали ещё с 1298 года, когда король Эдуард I передал владения Дугласов первому барону де Клиффорду, прадеду Томаса. Ещё до 1390 года Клиффорд отправил вызов Дугласу. 6 июня 1390 года Дуглас получил охранную грамоту, чтобы прибыть в Англию для иска против Клиффорда в военном суде. Однако они встретились в Кёнигсберге, где их столкновение на улицах города привело к гибели Дугласа.
Клиффорд, вероятно, раскаивался в убийстве соперника. В результате он отправился в паломничество в Иерусалим, но по пути он умер в том же году на каком-то средиземноморском острове. Точная дата его смерти не определена, но в исследованиях встречаются даты 4 октября и 18 августа.
Элизабет де Рос, вдова Клиффорда, надолго пережила мужа. Ему наследовал единственный сын Джон де Клиффорд, которому в это время было около 2 лет, поэтому над ним была установлена опека.

## Брак и дети
Жена: со 2 ноября 1373 Элизабет де Рос (ум. после 26 марта 1424), дочь Томаса де Рос, 4-го барона Рос из Хелмсли, и Беатрис де Стаффорд. Дети:
- Джон де Клиффорд (ок. 1388 — 13 марта 1422), 7-й барон де Клиффорд с 1391[3].
- Матильда (Мод) де Клиффорд (ум. 26 августа 1446); 1-й муж: (развод до 1414) Джон де Невилл, 5/6-й барон Латимер из Корби с 1395; 2-й муж: с ок. 1414 Ричард Конисбург (ок. сентября 1375 — 5 августа 1415), 3-й граф Кембридж с 1414[3].